# 바네사 엔젤
바네사 엔젤(Vanessa Angel, 1966년 11월 10일 ~ )은 잉글랜드의 배우, 전직 모델이다.

## 출연 작품
- 라이칸 (2017)
- 불면증 (2015)
- 쿠거 헌팅 (2011)
- 홀패스 - 일주일의 자유 (2011)
- 엔드리스 범머 (2009)
- 블라인드 앰비션 (2008)
- 플래닛 랩터 (2007)
- 몬스터 나잇 (2006)
- 레이지 샤크 (2005)
- 팝스타 (2005)
- 뱀파이어 - 아웃 포 블러드 (2004)
- 위트와 슬라이 2 (2004)
- 퍼펙트 스코어 (2004)
- 스밀로돈 (2002)
- 파이어트랩 (2001)
- 파트너 (2000)
- 캐머플러지 (1999)
- 메이드 맨 (1999)
- 킹 핀 (1996)
- 커버 걸 킬러 (1993)
- 살인 본능 (1991)
- 엄마는 해결사 (1991)
- 킹 뉴욕 (1990)
- SOS 해상 구조대 (1989)
- 스파이 대소동 (1985)